# Storno di Mozart

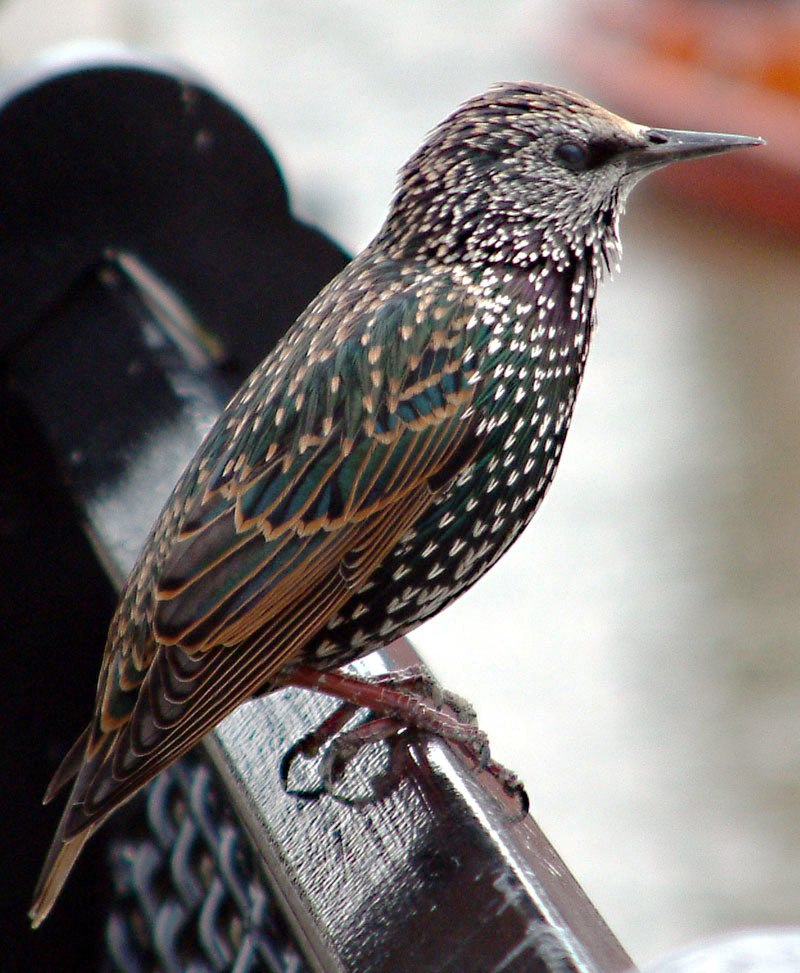
Storno, Sturnus vulgaris

Per circa tre anni il compositore Wolfgang Amadeus Mozart tenne uno storno domestico. Lo storno è ricordato per l'aneddoto di come Mozart giunse ad acquistarlo, per le commemorazioni funebri che Mozart provvide per lui e come esempio dell'affetto del compositore in generale per gli uccelli.

## L'acquisto
Il primo documento dello storno è la voce che Mozart fece nel suo libro delle spese quando lo acquistò il 27 maggio 1784:
uccello storno.  34 kreuzer.

È stato fantastico!
La musica che Mozart annotò nel libro è abbastanza simile alle battute iniziali del terzo movimento del suo Concerto per pianoforte n. 17 in sol, K. 453, che Mozart aveva completato alcune settimane prima (12 aprile). Presumibilmente Mozart insegnò all'uccello a cantare questa melodia nel negozio di animali, o ovunque l'avesse acquistato.
Secondo la trascrizione di Mozart, lo storno inserì erroneamente una corona sull'ultima battuta della prima misura completa e cantò un Sol♯ invece di Sol naturale nella misura seguente.
Mozart probabilmente non stava scherzando quando fece la trascrizione, perché gli storni hanno una capacità molto forte di mimica vocale.

## Il decesso
L'uccello che Mozart portò a casa visse come animale domestico nella sua famiglia per tre anni e morì il 4 giugno 1787. Mozart seppellì la creatura nel giardino con (come osservarono i biografi contemporanei) una considerevole cerimonia. Le note prese da Georg Nikolaus Nissen (il secondo marito della moglie di Mozart Constanze) allo scopo di scrivere la sua biografia del compositore descrivono così le cerimonie:
Lo stesso evento è descritto da Franz Xaver Niemetschek, che aveva anch'egli intervistato Constanze:
(Mozart, Il poema funebre di Mozart fu tradotto da Robert Spaethling in inglese volgare, come sopra, dall'originale tedesco di Franz Xaver Niemetschek.)
West e King notano, in base alla loro vasta esperienza, che gli storni addomesticati interagiscono strettamente con i loro custodi umani, creando spesso un legame strettissimo con i loro proprietari. Pertanto l'espressione di dolore di Mozart, sebbene comica, fu probabilmente assolutamente sincera. Spaethling ci offre ulteriori informazioni:

## Altri uccelli
Vi sono prove del fatto che lo storno acquistato nel 1784 non fosse certo l'unico uccello domestico di cui Mozart godesse la compagnia.
All'età di 14 anni Mozart scrisse a casa da Napoli a sua sorella Nannerl a Salisburgo (19 maggio 1770) quando era in viaggio con suo padre Leopold:
Una lettera successiva, scritta da Nannerl a sua madre a casa a Salisburgo mentre visitava Monaco nel 1775 con Wolfgang e Leopold, indica altri uccelli nella casa d'infanzia di Mozart:
Una triste storia del 1791 viene raccontata dal biografo di Mozart Hermann Abert, riguardante un altro canarino che potrebbe essere un successore dello storno, essendo nella famiglia di Mozart quando il compositore giaceva sul letto di morte.

## Nota esplicativa
1. ↑  Heartz (2009:99-100). L'esecuzione dell'uccello è simulata di seguito:

Audio playback is not supported in your browser. You can download the audio file.
Senza gli errori il passaggio suonerebbe così:
Audio playback is not supported in your browser. You can download the audio file.